# Kamienica przy ul. Damrota 14 w Kluczborku
Kamienica przy ul. Damrota 14 w Kluczborku – zabytkowa kamienica położona przy ulicy Damrota 14 w Kluczborku.

## Historia i architektura
Kamienica została wybudowana w XIX wieku w stylu eklektycznym. Czterokondygnacyjny budynek wybudowany z cegły wpisano do rejestru zabytków województwa opolskiego w 2011.